# Пісня льоду й полум'я
«Пі́сня льо́ду й по́лум'я», альтернативні переклади «Пі́сня льо́ду та вогню́», «Пі́сня кри́ги й по́лум'я» (англ. A Song of Ice and Fire) — серія епічних фентезійних романів відомого американського письменника і сценариста Джорджа Мартіна. Спочатку серія, започаткована Мартіном 1991 року, була задумана ним як трилогія; потім автор зрозумів, що жодна з книг епопеї не вміщається в один том, і вирішив розділити кожну з них на дві. Між першими трьома книжками та наступними частинами планувався проміжок у п'ять років сюжетного часу, події яких мали згадуватися в наступних трьох книжках, однак під час написання четвертого тому Мартін зрозумів, що ці спогади займають забагато місця, і вирішив написати сьому книжку. Зараз серія нараховує п'ять опублікованих томів і два запланованих. До епопеї також входять три повісті-приквели, серія повістей, що містять додаткові сцени до основних творів, і ще кілька запланованих творів. Один із цих додаткових творів було удостоєно премії Г'юґо. Серію перекладено більш ніж 20 мовами. Четвертий том епопеї увійшов до списку бестселерів The New York Times. Серія швидко набула світової популярності: станом на грудень 2005 року тільки в США було продано 2,2 млн примірників перших чотирьох томів.

## Джерело натхнення

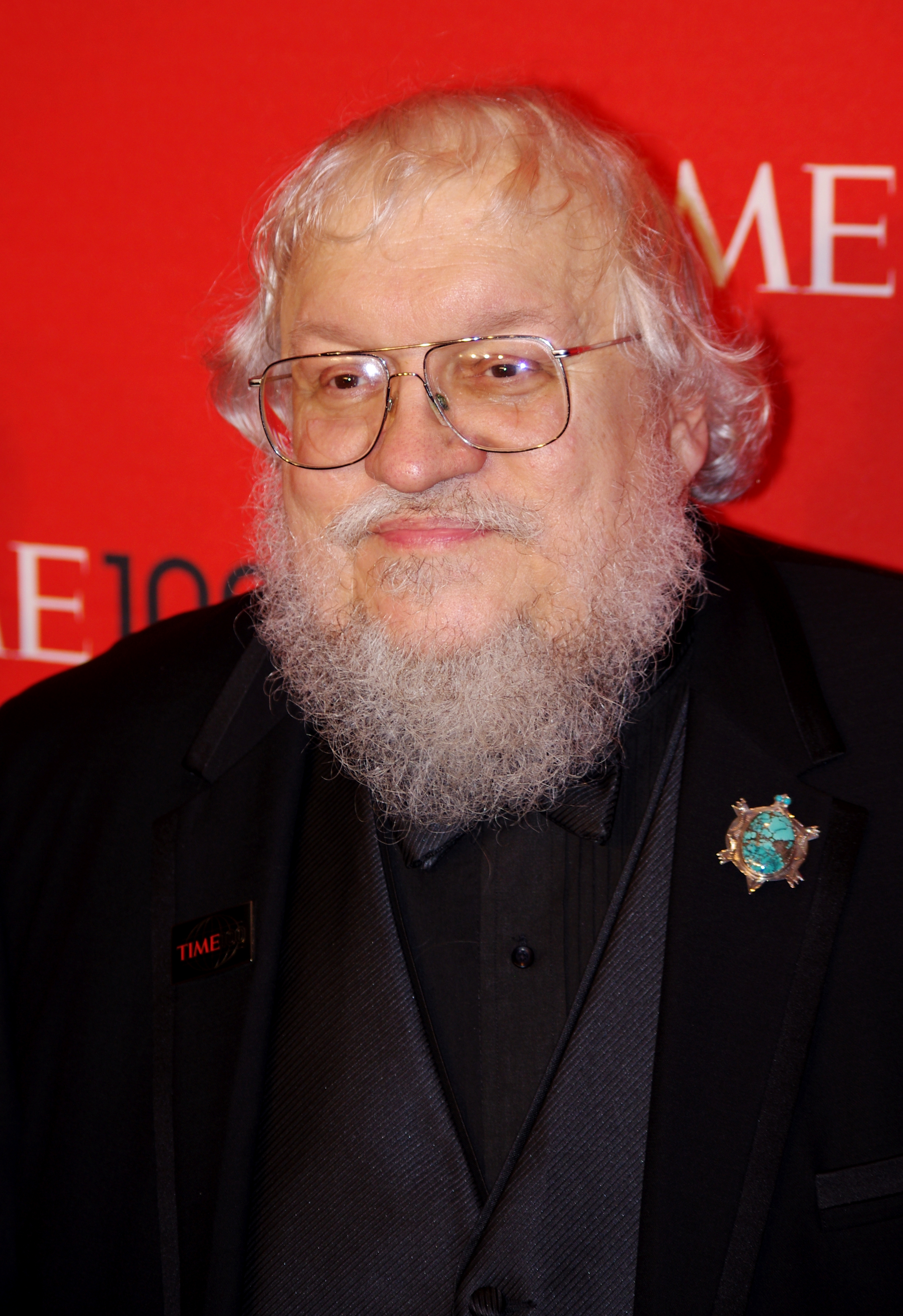
Джордж Мартін. 2011

За зізнанням Мартіна, одним із головних джерел його натхнення для написання «Пісні льоду й полум'я» став цикл «Прокляті королі» Моріса Дрюона, семитомна сага про династичну боротьбу за французький престол на початку XIV століття, яка спричинила Столітню війну.

## Короткий опис
Дія епопеї «Пісні льоду й полум'я» відбувається у псевдоісторичному світі, найбільш близькому до середньовічної Європи XV століття («Війна Червоної та Білої троянд»). Основним місцем дії є так званий відомий світ. Так він називається тому, що на момент основних подій саги землі цього світу є картографовані, і там хоча б ступала нога людини. Фанати Саги часто називають відомий світ і невідомий світ планетою «Планетос». У відомому світі у свою чергу досліджені людиною такі материки: Західний Материк, відомий під назвою Вестерос, велика земля на схід, Східний Материк, відомий під назвою Ессос, Південний Материк, відомий під назвою  Соторос, та Південно-Східний Материк, відомий під назвою Ультос. Вестерос і Ессос є більш дослідженими людьми, тоді як Соторос і Ультос є малодосліджені людьми. Основні події саги відбуваються у Вестеросі та Ессосі. . Більшість персонажів саги  — люди, але по ходу розвитку розповіді серії нам представляють і інші раси, такі як холодні і жорстокі Інші з далекої Півночі чи останні з дракони зі Сходу. Та й з людьми не все так просто, бо у цій сазі існують декілька підвидів людей, які є не лише окремими расами і народами, а й мають особливі фізіологічні особливості, характерні тільки тому народу. Найкраще в сазі це видно на прикладі таких народів, як Ібенці, Валірійці та Перші Люди. Ібенці відрізняються особливою волохатістю, валірійці мають біляве волосся і фіолетові очі (а знатні валірійці уміли керувати драконами), прямі нащадки Перших Людей мають здатність до варгування (вселяння у тіла тварин) та зеленвидства (особливої форми віщування). В оповіданні три основні сюжетні лінії: хроніки династичної громадянської війни за контроль над Вестеросом між кількома сім'ями; зростаюча загроза від Інших, які мешкають за величезною крижаною Стіною, яка є північним кордоном Вестеросу; подорож Дейнеріс Таргарієн, вигнаної дочки короля Ейріса Таргарієна, який був убитий в ході іншої громадянської війни за 15 років до цих подій (повстання Баратеона). Дейнеріс зараз шукає спосіб повернутися в Вестерос і пред'явити свої права на трон. У міру того як дія розвивається, всі три лінії оповіді стають тісно пов'язаними і залежними одна від одної.
Розповідь ведеться від третьої особи, оповідь бачиться нам з точок зору деяких персонажів. До кінця четвертого тому таких героїв було 25, включаючи вісьмох, які з'являються тільки один раз. Зростаюча популярність серії призвела до того, що телекомпанія HBO придбала права на серію та почала створення телевізійної адаптації. Знятий перший сезон телесеріалу «Гра престолів» (дата прем'єри у США — 17 квітня 2011).
Також існують популярні настільні та рольові ігри, колекції художніх робіт, засновані на книгах. Французька компанія-розробник комп'ютерних ігор Cyanide Studios оголосила про те, що вона уклала договір з Мартіном про створення серії ігор за мотивами саги.

## Зміст епопеї
1. Гра престолів / (англ. A Game of Thrones, 1996).
2. Битва королів / (англ. A Clash of Kings, 1998).
3. Буря мечів / (англ. A Storm of Swords, 2000).
4. Бенкет круків / (англ. A Feast for Crows, 2005).
5. Танок з драконами / (англ. A Dance with Dragons, 2011).
6. Вітри зими / (англ. The Winds of Winter, робоча назва).
7. Мрія про весну / (англ. A Dream of Spring, робоча назва).

Крім того, існує цикл «Історій про Дунка й Егга», дія якого розгортається майже за 100 років до подій епопеї:
- повість Мандрівний лицар (1998).
- повість Вірний меч (2003).
- повість Таємничий лицар (березень 2010).

| Гра престолів | Битва королів           | Буря мечів     | Бенкет круків                    | Танок драконів             | Вітри зими | Мрія про весну |
| ------------- | ----------------------- | -------------- | -------------------------------- | -------------------------- | ---------- | -------------- |
| Пролог (Вілл) | Пролог (Мейстер Кресен) | Пролог (Четт)  | Пролог (Пет)                     | Пролог (Варамір)           |            |                |
| Бран          | Арія                    | Джеймі         | Пророк (Ейєрон)                  | Дейнеріс                   |            |                |
| Кетлін        | Санса                   | Кетлін         | Капітан варти (Арео Хотах)       | Джон Сноу                  |            |                |
| Дейнеріс      | Тіріон                  | Арія           | Серсея                           | Тіріон                     |            |                |
| Еддард        | Бран                    | Тіріон         | Брієна                           | Давос Сиворт               |            |                |
| Джон          | Джон                    | Давос          | Семвелл                          | Бран                       |            |                |
| Арія          | Кйтлін                  | Санса          | Арія                             | Рік (Теон)                 |            |                |
| Тіріон        | Давос                   | Джон           | Джеймі                           | Норовлива наречена (Аша)   |            |                |
| Санса         | Теон                    | Дейнеріс       | Санса                            | Віктаріон                  |            |                |
|               | Дейнеріс                | Бран           | Дочка Кракена (Аша)              | Арія                       |            |                |
|               |                         | Семвел         | Заплямований лицар (Аріс Окхарт) | Людина Торговця (Квентін)  |            |                |
|               |                         | Епілог (Мерет) | Залізний капітан (Віктаріон)     | Барістан Селмі             |            |                |
|               |                         |                | Утопленик (Ейєрон Грейджой)      | Мелісандра                 |            |                |
|               |                         |                | Алейна (Санса)                   | Серсея                     |            |                |
|               |                         |                | Жнець (Віктаріон)                | Джеймі                     |            |                |
|               |                         |                | Кішка з Каналів (Арія)           | Капітан варти (Арео Хотах) |            |                |
|               |                         |                | Принцеса у вежі (Аріанна)        | Гриф Конінгтон             |            |                |

## Передісторія
Передісторія «Пісні …» простежується через довгі доповнення, які слідують за кожним із чотирьох томів, а також через додаткову інформацію, про яку можна дізнатися із повістей. Дія епопеї в основному відбувається в Семи Королівствах Вестероса, великого континенту, розмірами приблизно з Південну Америку з древньою історією, що сягає вглиб віків на 12 тисяч років, де пори року тривають роками. Зрозуміло, що цих 12 тисяч років не означає періоду усього періоду історії, бо позначає лише період існування від появи людства, проте у Сазі існують набагато старіші і давніші Раси, і термін 12 тисяч років 
означає 12 тисяч людських років (тобто від появи людини). Сама ж Історія Планетоса набагато старіша за ці 12 тисяч років. Знову ж таки, поняття 
«років» у цьому світі інше, тому що тут Календар такий, по якому рік складається з 12 місяців, а у кожному місяці рівно 30 днів. Тобто рік тут складається рівно з 360 днів, а поняття «високосний рік» у цьому Календарі взагалі відсутнє. Місяці у свою чергу називаються "Перший Місяць", "Другий Місяць" і так далі. Тобто умовна дата Місцевого Календаря буде називатися "Десятий День П'ятого Місяця" чи "Перший День Сьомого Місяця". Першими та споконвічними жителями цих земель була Раса, яка сама себе називає «Співуни Матері Землі», а люди прозвали їх як «Діти Лісу» (чиїм старим богам — Чар-Дереву в Божому Гаї все ще поклоняються на Півночі в Вінтерфеллі) — низькоросла раса (по людським міркам, саме за це і прозвана «Дітьми»), що жила в гармонії з природою і використовувала могутню магію. Перші Люди — цивілізація примітивних воїнів, які користувалися бронзовою зброєю і їздовими конями — прийшли із-за моря, із східного континенту через так званий природний міст, перешийок (який був зруйнований у подальших конфліктах) і розв'язали кілька воєн проти Дітей Лісу, які закінчилися мирним Пактом Острова Ликів, в якому говорилося, що Перші Люди беруть контроль над землями, а Діти Лісу залишаються хазяйнувати в лісах. Умови Пакту були пом'якшені після появи Інших, загадкової раси із крайньої Півночі, які просувалися на південь Вестероса, викликаючи смерть і руйнування, які принесли ніч довжиною в ціле покоління і зиму, що тривала десятиліття. У Війні Заходу Інші були розбиті і відправлені назад Першими Людьми і Дітьми Лісу. Щоб не допустити їх повернення, була збудована велика крижана Стіна. За наступні століття Діти Лісу поступово зникли (чи залишили Вестерос, чи просто вимерли).
Приблизно через 2 тисячі років після Війни Заходу із східного континенту, перетнувши Вузьке море, на Вестерос напали Андали. Вони використовували залізну зброю, приручали коней для ведення битв і принесли з собою Віру Семи Богів. Вони висадилися в долині Аррен і через кілька століть підкорили південні королівства. Тим не менш, вони не змогли захопити Північ завдяки природним перешкодам. Через якийсь час у Вестеросі утворилися 6 могутніх королівств: Північне Королівство, Королівство Залізних Островів, Королівство Гори й Долини, Королівство Бобрового Стрімчака, Королівство Штормової Межі і Королівство Простору. Сьоме Королівство Річкових земель кілька разів захоплювалося сусідами і під кінець було знищено і розділено між ними. Маленькі пустельні королівства далекого півдня Вестероса (півострів Дорн) були роздроблені і ослаблені постійними міжусобними війнами. За тисячу років до подій роману сюди прибувало багато біженців з району річки Ройн, що була на східному континенті; біженці були зігнані зі своїх земель натиском далекої імперії Валірії, перетнули вузьке море під проводом войовничої королеви Німерії і висадилися на самому півдні Вестероса. Ройнари об'єдналися з місцевим Лордом Морсом Мартеллом і захопили півострів Дорн, створивши ще одне могутнє королівство.
П'ять століть тому зростаюча Валірія досягла берегів Вузького моря і налагодила торговельні зв'язки з Вестеросом, використовуючи острів Драконів Камінь як базу. Майже через століття Валірія була знищена жахливою катастрофою, відомою як Загибель Валірії. Валірійська сім'я, яка контролювала Драконів Камінь — Таргарієни — провела наступне століття, накопичуючи сили, а потім зробила стрімке вторгнення в Вестерос під проводом Ейєгона Завойовника. Попри те, що їхні сили були малі, з ними були останні три дракони західного світу, і вони використали їх, щоб захопити континент. Шість із семи королівств були захоплені, але Дорн захищався так запекло, що Ейєгон погодився надати йому незалежність. Таргарієни прийняли споконвічну Віру Семи Богів (але все ще укладали кровозмішувальні шлюби за валірійськими традиціями, врозріз з віровченням) і вестероські традиції. За п'ятнадцять років до початку дії романів Таргарієни були позбавлені влади в результаті громадянської війни, розпочатої через божевілля і жорстокість короля Ейєріса (якого називали «божевільним королем»). Війська альянсу кількох Великих Сімейств під проводом лорда Роберта Баратеона, лорда Джона Аррена і лорда Еддарда Старка розбили армії Таргарієнів, вбили майже всіх дітей короля Ейєріса Божевільного, в тому числі і принца Рейгара, спадкоємця трону, і практично припинили династію Таргарієнів. Врятуватися вдалося лише молодшому нащадку короля, Вісерису Таргарієну (король-жебрак), і вагітній дружині Ейеріса, королеві Рейєлі. Сам Ейєріс був убитий сером Джеймі Ланістером, лицарем Королівської Гвардії — персональної охорони короля, якого з тих пір за порушення присяги, прозвали «царевбивцею». Дружина Ейєріса померла під час пологів дочки Дейнеріс Таргарієн (Штормороджена), яка була заради безпеки переправлена у Вільні Міста за Вузьким морем вірними прибічниками сім'ї Таргарієнів. В цей же час Роберт Баратеон зайняв Залізний трон і одружився з Серсеєю Ланістер, чий батько лорд Тайвін перед цим захопив столицю Вестероса, Королівську Гавань, шляхом зради.
І ось перед читачем — велична епопея «Пісня Льоду та полум'я». Епічна, чеканна сага про світ Семи Королівств. Про світ суворих земель вічного холоду і веселих земель вічного літа. Світ лордів і героїв, воїнів і магів, чорнокнижників і убивць — всіх, кого звела воєдино Доля на виконання стародавнього пророцтва. Про світ небезпечних пригод, великих діянь і найтонших політичних інтриг.

## Найбільші шляхетні доми

### Родовід домів
- Гарт І Зеленорукий, Король Перших Людей
  -  Гарт ІІ Гарденер, Король Перших Людей і Простору
    -  Гарденери, Королі Простору 

  -  Брандон Гарденер, на прізвисько Кривавий Клинок
    -  Брандон І Будівничий, Король Півночі
      -  Старки, Королі Півночі і Зими
        -  Старки, Королі Півночі
        -  Карстарки, Лорди Картверді
        -  Грейстарки, Вимерлий рід

  -  Джон Гарденер, на прізвисько Високий Дуб
    -  Окгарти, Лорди Простору

  -  Гілберт Гарденер, на прізвисько Виноградна Лоза
    -  Редвіни, Лорди Простору

  -  Фосс Гарденер, на прізвисько Яблуко
    -  Фосовеї, Лорди Простору
      -  Фосовеї Червоного Яблука, Старша Гілка Дому Фосовеїв
      -  Фосовеї Зеленого Яблука, Молодша Гілка Дому Фосовеїв

  -  Овен Гарденер, на прізвисько Дубощит
    -  Честери, Лорди Простору

  -  Гарлон Гарденер, на прізвисько Мисливець
    -  Тарлі, Лорди Простору

  -  Борс Гарденер, на прізвисько Руйнівник
    -  Бульвери, Лорди Простору

  -  Флоріс Гарденер, на прізвивсько Лисиця 
    -  Ланн Розумник, Король Кичери
      -  Ланністери, Королі Заходу

    -  Флоренти, Лорди Простору
    -  Болли, Лорди Простору
    -  Піки, Лорди Простору

  -  Маріс Гарденер, на прізвивсько Діва 
    -  Гайтавери, Королі Староміста і Високої Вежі

  -  Роза Гарденер, на прізвивсько Роза Червоного Озера 
    -  Крейни, Лорди Простору

  -  Еллін Гарденер, на прізвивсько Солодка Еллін 
    -  Бісбері, Королі Меду

  -  Рован Гарденер, на прізвивсько Рован Золотого Дерева 
    -  Ровани, Лорди Простору

### Перелік домів
- Дім Старків (Правителі Півночі) — Герб: сірий лютововк, що біжить на білосніжному тлі. Девіз: «Зима Близько».
- Дім Баратеонів (Правителі Штормокраю) — Герб: коронований олень, чорний на золотому тлі. Девіз: «Нам гнів».
- Дім Арренів (Правителі Гори й Долини) — Герб: місяць і сокіл, білі на небесно-синьому тлі. Девіз: «Високі як честь».
- Дім Ланністерів (Правителі Скелі Кастерлі) — Герб: золотий лев на червоному тлі. Девіз: «Почуй мій рев!»
- Дім Тіреллів (Правителі Простору) — Герб: золота троянда на трав'янисто-зеленому тлі. Девіз: «Зростаючи, міцніємо».
- Дім Ґрейджоїв (Правителі Залізних Островів) — Герб: золотий кракен на чорному тлі. Девіз: «Ми не сіємо».
- Дім Мартеллів (Правителі Дорну) — Герб: червоне сонце, простромлене золотим списом. Девіз: «Непохитні, нескорені, ніколи не здамося».
- Дім Таллі (Лорди Річкових земель) — Герб: срібна форель на тлі із синіх і червоних хвиль. Девіз: «Родина, обов'язок, честь».
- Дім Карстарків (Лорди Кархолду — піддані Старків) — Герб: Біле сонце на чорному тлі.
- Дім Флорентів (Лорди Світловодного Замку — піддані Тіреллів) — Герб: лисиця у вінку із квітів.
- Дім Фреїв (Лорди Переправи) — Герб: дві вежі-близнючки. Девіз: «Тримаємось разом».
- Дім Болтонів (Лорди Дредфорту — піддані Старків). Герб: оббілована людина. Девіз: «Наші мечі гострі»
- Дім Тарґарієнів (Старі Королі Вестероса) — Герб: червоний триголовий дракон на чорному тлі. Девіз: «Полум'я і кров».
- Дім Гайтаверів (Лорди Гавані, Захисники Цитаделі) — Герб Гайтаверів: східчата біла вежа, увінчана вогнем, на димчасто-сірому тлі. Девіз: «Ми освітлюємо шлях»

## Основні персонажі
- Роберт Баратеон — Король Вестеросу. Помер від ран, які йому завдав на полюванні кабан;
- Еддард Старк — лорд Вінтерфелу, Хранитель Півночі і Тризубця, Десниця Короля Баратеона. Був звинувачений у державній зраді і страчений (відрубали голову);
- Дейнеріс Тарґарієн — принцеса. Королева Мієрину, Королева Андалів, Ройнарів і Перших Людей, володарка Семи Королівств, Кхалісі Дотракійського Моря, на прізвисько Дейнеріс Штормороджена, Неопалима й Мати Драконів;
- Дроґо — дотракійский кхал, чоловік Дейнеріс Тарґарієн, помер від рани, одержаної в сутичці зі своїм кровним вершником;
- Вісерис Тарґарієн — (король-жебрак) молодший нащадок короля Ейріса Тарґарієна (божевільного короля) і брат принцеси Дейнеріс Тарґарієн. Убитий кхалом Дроґо, чоловіком Дейнеріс;
- Джофрі Баратеон — Король Вестеросу після Роберта. Позашлюбний син Джеймі Ланністера та королеви Серсеї, отруєний на своєму весіллі;
- Серсея Ланністер — Королева-мати (королева-регент при своїх синах Джофрі і Томмені), дружина Роберта Баратеона;
- Джеймі Ланністер — лицар королівської гвардії, відомий як «Царевбивця», брат-близнюк королеви Серсеї;
- Тіріон Ланністер, на прізвисько Біс — карлик, звинувачений і засуджений до страти за царевбивство свого племінника Джофрі;
- Тайвін Ланністер — батько Серсеї, Джеймі і Тіріона. Хранитель Заходу та Щит Ланіспорту. Королівський Десниця Короля Джофрі, вбитий своїм найменшим сином-карликом Тіріоном;
- Станіс Баратеон — молодший брат Короля Роберта, лорд Драконового Каменю, проголосив себе Королем Вестероса після смерті Роберта. Вбитий Брієнною Тарт у битві за Вінтерфелл;
- Ренлі Баратеон — наймолодший брат Роберта, проголосив себе королем після смерті Роберта. Був убитий чаклункою Мелісандрою.
- Мелісандра — Червона жриця бога Р'ґлора, радниця Станіса Баратеона;
- Робб Старк — Король Півночі й Тризубця, лорд Вінтерфелла, старший син лорда Еддарда Старка і леді Кетлін з Дому Таллі, юнак шістнадцяти років на прізвисько Юний Вовк, одружений із Джейн Вестерлінг. Вбитий на «Кривавому Весіллі».
- Джон Сноу — незаконнонароджений син лорда Еддарда Старка, брат «Нічної Варти» на Стіні;
- Семвел Тарлі — старший син Ренділла Тарлі і Меліси Флорент, найкращий друг Джона Сноу, стюард «Нічної Варти». Згодом був направлений на навчання в «Цитадель»;
- Томмен Баратеон — Король Вестеросу після свого брата Джофрі, хлопчик 9 років;
- Брандон (Бран) Старк — молодший брат Робба Старка, паралізований (зламаний хребет) хлопчик 9 років.
- Рікон Старк — наймолодший брат Робба Старка, хлопчик 4 років. Був у вигнанні за Стіною. Вбитий Рамсі Болтоном.
- Санса Старк — молодша сестра Робба Старка, одружена з Тіріоном Ланністером.
- Арія Старк — наймолодша сестра Робба Старка.
- Брієнна Тарт — леді з Тарту, на прізвисько Брієнна Красуня, Дівчина-воїн, шукачка пригод. Поклялась Леді Кетлін, що знайде її дочок Сансу і Арію.
- Лютововки Старків:
  - Леді (лютововчиця Санси) — убита Еддардом Старком за наказом королеви Серсеї;
  - Сірий Вітер (лютововк Робба) — вбитий на «Кривавому Весіллі»;
  - Літо (лютововк Брана) — був з ним у вигнанні;
  - Кошлатий Цуцик (лютововк Рікона) — був з ним у вигнанні;
  - Німерія (лютововчиця Арії) — вожак вовчої зграї;
  - Привид (лютововк Джона Сноу) — білий і тихий. Був з Джоном на Стіні.

## Релігійні культи

### Давні Боги
Давні Боги - боги прадавньої релігії, у яку вірили Перші Люди до приходу на територію, яка згодом стане відомою як материк Вестерос. Познайомившись з Расою «Співунів Матері Землі» (яких вони прозвали за низькорослість «Дітьми Лісу»), Перші люди перейняли їхню віру і скоро забули своїх давніх богів і свою релігію.

### Утоплений Бог
Утоплений Бог — релігія Залізних островів. Релігія, тісно пов'язана з морем. Практикується хрещення нових прибічників «Утопленого Бога» морською водою — через неповне утоплення. Залізнородні люди появилися від нащадків Перших людей, які попливши жити на Залізні Острови там і залишилися. Проте Перші Люди освоїли Залізні Острови до прийняття Віри в Старих Богів, тому Віра в Утопленого Бога або реформований релікт віри в Давніх Богів, або перейнята Залізнородними від Морської Раси, яка жила на Залізних Островах до появи на них перших людей.

### Старі Боги
Віра Перших людей (поклоніння деревам) — релігія Півночі і територій за Стіною, де у багатьох жителів тече кров Перших людей. Культові місця — божегаї, невеликі гаї з деревом вигаданої породи («чардрево») в центрі, на стовбурах чардрев вирізаються людські обличчя. Вважається, що очима на цих обличчях боги Перших людей стежать за світом.
У процесі розвитку сюжету з'ясовується, що чардрева володіють реальною магічною силою.

### Релігія Сімох
Релігія Сімох — вигадана релігія в творах американського письменника-фантаста Джорджа Мартіна із циклу «Пісня льоду й полум'я». Основний релігійний культ у всьому Вестеросі, крім Півночі і Залізних островів.
Віра в Сімох богів, була принесена із собою народом Андалів, які підкорили споконвічне населення континенту і розповсюдили своє вчення.
Згідно з віровченням, сім божеств втілюють різні лики єдиного бога, однак на практиці віруючі поклоняються божествам окремо, не вникаючи в богословські тонкощі. «Сфера впливу» кожного божества обмежується певним суспільним станом віруючого.
- Батько — божество, що управляє справедливим судом, владою, законом. Сприяє правителям і знаті. Зображується у вигляді чоловіка з мечем і терезами.
- Мати — богиня сім'ї, покровителька шлюбу, материнства і дитинства. Зображується із маленькою дитиною на руках.
- Воїн — покровитель лицарів і всіх, хто пов'язаний з ратною справою, бог-захисник. Зображується у вигляді лицаря із занесеним для удару мечем. Також покровитель «Ордену Мечів».
- Коваль — покровитель ремісників, простолюдинів, селян і всіх, хто зайнятий фізичною працею. Зображується з молотом в руках.
- Діва — богиня молодості, невинності, радості. Покровителька любові і молодих дівчат.
- Стариця — богиня мудрості і знання, а також покровителька старих людей. Зображується у вигляді старої жінки із костуром і лампадою в руках.
- Невідомий — найменш популярне божество, пов'язане зі смертю. Зображується у вигляді загорнутої у мантію фігури без обличчя.

На Півночі «Віру в Сімох» богів називають «Новими Богами», а свою «Віру у Віродерева» називають натомість «Старими Богами». Деякі північани сповідують «двовір'я», тобто одночасно моляться «Старим і Новим богам».

### Устрій Септи
Символом релігії виступає семиконечна зірка, що позначає єдність семи божеств. Число сім вважається священним; богослужіння, супроводжувані особливою урочистістю, проводяться в особливих семикутних храмах — септах. Служителі і служительки богів називаються відповідно септонами і септами. При вступі в сан вони дають обітницю безшлюбності і символічно відрікаються від свого земного буття, обіцяючи служити і поклонятися тільки єдиному в семи ликах та втіленнях Божеству. Деякі септони можуть не мати свого приходу і виконувати свої обов'язки, переміщаючись з місця на місце. Жінки-септи часто виконують функції наставниць при дівчатах із знатних родин.
Ієрархія досить проста. Верховний септон обирається спеціальною колегією, за аналогією з виборами римських пап у католицтві. Йому належить духовна влада в королівстві. Як правило, духовна влада тісно співпрацює зі світською.
У цілому, як відзначають критики епопеї, культ Сімох описаний як досить ліберальний по відношенню до інших вірувань і недостатньо впливовий, що суперечить історичним реаліям Середньовіччя.

### Священна книги
Священними книгами релігії є "Семикутна Зірка" і "Книга Невідомого".

### Ордени
Існує якийсь аналог чернецтва, кілька братств, влаштованих на зразок середньовічних орденів. Окремі громади базуються в монастирях, так званих септріях.
Інститут так званих «жебручих братів», які поклоняються Ковалю, є вельми поширеним. Іншим важливим орденом є організація «Мовчазних Сестер» — жінок які прийняли обітницю мовчання, що займаються оплакуванням та похованням померлих.
На момент подій четвертого тому епопеї королева-регентша Серсея Ланістер дала згоду на відродження двох інших орденів, які раніше були заборонені і скасовані одним із королів династії Таргарієнів. Це так званий «Орден Мечів» — орден лицарів, котрі відмовилися від володінь і титулів й присвятили себе захисту віри, і «Орден Зірки», або «Чесні Бідняки» — жебручі миряни, які оберігають подорожніх і захищають духовенство. Це викликало істотне посилення церкви «Сімох» і дало їй можливість згодом почати диктувати світській владі свої умови взаємовідносин.

### Інші релігії
Культ Р'ґлора, бога світла і вогню — поширена релігія в Ессосі. Популярність у Вестеросі починає набирати внаслідок діяльності своїх служителів — Тороса з Миру і Мелісандри; завдяки останній в цю віру переходить один з претендентів на корону — принц Станніс Баратеон. Релігія проповідує вічну боротьбу між Р'глором, який уособлює світло і тепло, і злом у вигляді «Великого Іншого», який уособлює холод і темряву. Представники культу проявляють нетерпимість до інших релігій і практикують спалення їх послідовників на вогнищах. Спалюють також статуї Сімох і божегаї. Жерці Р'глора володіють серйозними магічними здібностями, можуть передбачати майбутнє і практикують некромантію.
Багатоликий — одна із найтаємничіших релігій у вільному місті Браавос. Її послідовники вважають, що всі боги — різні лики єдиного божества. Ім'я ж цього єдиного божества - Смерть.

## Клімат
Клімат всесвіту "Пісні льоду й полум'я" відрізняється від звичайного земного тим, що зміни пір року відбуваються неперіодично та не прив'язані до календарного року: літо або зима можуть тривати десятки років поспіль. В інших аспектах клімат всесвіту "Пісні льоду й полум'я" схожий на клімат північної півкулі Землі: рухаючись з півночі на південь можна побачити усі кліматичні пояси від полярного до екваторіального.

## Нагороди
- 1997 — Премія «Локус»: найкращий фантастичний роман — «Гра престолів»[6];
- 1999 — Премія «Локус»: найкращий фантастичний роман — «Битва королів»[7];
- 2001 — Премія «Локус»: найкращий фантастичний роман — «Буря мечів»[8];
- 2006 — номінація на премії «Локус», «Г'юго» і Британську премію фентезі (BFS): найкращий фантастичний роман — «Бенкет круків»[9].

## Переклади українською
Українською серію видає KM Books починаючи з 2012 року. Станом на початок 2018 року українською мовою друком з'явилися всі п'ять частин епопеї «Пісня льоду й полум'я», від видавництва «KM Books». Переклад здійснила Наталя Тисовська.
- Мартін, Джордж Р. Р. (2013). Гра престолів. Пісня льоду й полум'я. Т. Книга 1. Переклад з англ.: Наталя Тисовська. Київ: Країна Мрій. 800 стор. ISBN 978-617-538-178-6. {{cite book}}: стрип-маркер templatestyles в |інші= на позиції 12 (довідка)
- Мартін, Джордж Р. Р. (2014). Битва королів. Пісня льоду й полум'я. Т. Книга 2. Переклад з англ.: Наталя Тисовська. Київ: Країна Мрій. 864 стор. ISBN 978-617-538-325-4. {{cite book}}: стрип-маркер templatestyles в |інші= на позиції 12 (довідка)
- Мартін, Джордж Р. Р. (2015). Буря мечів. Пісня льоду й полум'я. Т. Книга 3. Переклад з англ.: Наталя Тисовська. Київ: Країна Мрій. 1152 стор. ISBN 978-617-538-399-5. {{cite book}}: стрип-маркер templatestyles в |інші= на позиції 12 (довідка)
- Мартін, Джордж Р. Р. (2016). Бенкет круків. Пісня льоду й полум'я. Т. Книга 4. Переклад з англ.: Наталя Тисовська. Київ: KM Books. 832 стор. ISBN 978-617-7409-11-2. {{cite book}}: стрип-маркер templatestyles в |інші= на позиції 12 (довідка)
- Мартін, Джордж Р. Р. (2018). Танок драконів. Пісня льоду й полум'я. Т. Книга 5. Переклад з англ.: Наталя Тисовська. Київ: KM Books. 1152 стор. ISBN 978-617-7535-75-0. {{cite book}}: стрип-маркер templatestyles в |інші= на позиції 12 (довідка)

З 2012 року перекладач В'ячеслав Бродовий викладає у мережі власний неофіційний переклад романів та повістей епопеї («Пісня льоду та вогню»), у якому використовує елементи мовно-культурної адаптації створеної автором атмосфери до українських старожитностей. Йому ж належать переклади творів Мартіна «Заплотний лицар», «Служивий мечник», «Таємничий лицар», «Принцеса і королева, або Чорні та зелені».
2012 року неофіційний український переклад прологу першого роману епопеї виконано Віталієм Данмером.

## Виноски
1. ↑  Офіційний переклад Наталі Тисовської: Мартін, 2013, Мартін, 2014, Мартін, 2015, Мартін, 2016, Мартін, 2017
2. ↑  Неофіційний переклад В'ячеслава Бродового: Мартин, 2012—2017
3. ↑  Неофіційний переклад Віталія Данмера: Мартін, 2012
4. ↑  Чернишенко, Володимир (12 липня 2016). Re:цензії. «Пісня криги й полум'я» — блискучий зразок класичного перекладу. Буквоїд. Процитовано 25 лютого 2017.